# Кочерга, Виктор Филиппович
Виктор Филиппович Кочерга (8 сентября 1944, Нетёсовка, Днепропетровская область — 27 декабря 2011) — советский и украинский металлург, заместитель генерального директора по качеству металлургического комбината «Криворожсталь» Днепропетровской области. Народный депутат Украины II созыва.

## Биография
Родился 8 сентября 1944 года в селе Нетёсовка Царичанского района Днепропетровской области.
В 1958—1962 годах — студент Днепропетровского строительного техникума.
В 1962—1967 годах — студент Днепропетровского металлургического института, инженер-металлург.
В 1967—1993 годах — агломератчик, мастер, начальник смены, помощник начальника цеха, начальник агломерационного цеха, заместитель главного инженера по экологии, с 1993 года — заместитель генерального директора по качеству металлургического комбината «Криворожсталь» Днепропетровской области.
Член КПСС, затем член Партии труда.
Народный депутат Украины II созыва с апреля 1994 года (2-й тур) до апреля 1998 года, Долгинцевский избирательный округ № 88, Днепропетровская область. Председатель подкомитета по общим проблемам экологической безопасности Комитета по вопросам экологической политики. Член депутатской фракции «Социально-рыночный выбор», затем депутатской группы «Единство».
Умер 27 декабря 2011 года.